# Green Desert
Green Desert (1983-2015) est un cheval de course pur-sang. Sprinter de talent, il est surtout devenu un étalon important.

## Carrière de courses
Au crépuscule de la bulle spéculative qui enveloppa le marché du pur-sang au début des années 80 et fit s'envoler les prix, Green Desert est acquis par Maktoum Al Maktoum pour $ 650 000 aux ventes de Keeneland en 1984. Envoyé en Angleterre chez Sir Michael Stoute, le poulain se révèle à l'été de ses 2 ans et compte parmi les meilleurs poulains de sa génération. Il accroche deux groupes à son palmarès, les July Stakes et les Flying Childers Stakes. De retour à 3 ans, il s'impose d'emblée dans une Listed relevée, le European Free Handicap avant de se présenter au départ des 2000 Guinées, sa première tentative sur le mile. Il y est certes nettement battu, mais seulement par le crack Dancing Brave, et prouve ainsi qu'il peut tenir les 1 600 mètres. Le terrain lourd en revanche le rebute, et il en fait les frais dans les 2000 Guinées irlandaises avant de se reprendre à Ascot dans les St. James's Palace Stakes où il termine deuxième.  
C'est un printemps classique réussi mais son entraîneur Michael Stoute, une fois l'été venu, choisit de le raccourcir pour mieux exprimer son potentiel de sprinter. Avec succès, puisque Green Desert remporte deux des trois grands sprints estivaux, la July Cup et la Haydock Sprint Cup, terminant entretemps troisième de Last Tycoon dans les Nunthorpe Stakes. Moins fringant à l'automne, il ne peut faire mieux que quatrième à Longchamp dans le Prix de l'Abbaye de Longchamp puis s'aventure, en guise d'adieux à la compétition, dans la Breeders' Cup Sprint disputée sur le dirt de Santa Anita dont il ne s'accommode pas du tout. Mais qu'à cela ne tienne, le meilleur est à venir. 

### Résumé de carrière
| Date         | Hippodrome   | Pays        | Course                        | Statut      | Distance    | Jockey      | Place       | Écart       | Vainqueur ou deuxième |
| 1985, 2 ans  | 1985, 2 ans  | 1985, 2 ans | 1985, 2 ans                   | 1985, 2 ans | 1985, 2 ans | 1985, 2 ans | 1985, 2 ans | 1985, 2 ans | 1985, 2 ans           |
| ------------ | ------------ | ----------- | ----------------------------- | ----------- | ----------- | ----------- | ----------- | ----------- | --------------------- |
| 31 mai       | Newmarket    | Royaume-Uni | Ashley Stakes                 | Maiden      | 1 000 m     | A. Kimberly | 2e / 11     | 2 ½         | Sure Blade            |
| 10 juillet   | Newmarket    | Royaume-Uni | July Stakes                   | Gr. 3       | 1 200 m     | W. Swinburn | 1er / 8     | tête        | Atall Atall           |
| 31 juillet   | Goodwood     | Royaume-Uni | Richmond Stakes               | Gr. 2       | 1 200 m     | W. Swinburn | 2e / 10     | 2 ½         | Nomination            |
| 14 septembre | Doncaster    | Royaume-Uni | Flying Childers Stakes        | Gr. 2       | 1 000 m     | L. Piggott  | 1er / 8     | enc.        | Marouble              |
| 21 septembre | Newbury      | Royaume-Uni | Mill Reef Stakes              | Gr. 2       | 1 200 m     | W. Swinburn | 4e / 9      | 3           | Luqman                |
| 1986, 3 ans  |              |             |                               |             |             |             |             |             |                       |
| 16 avril     | Newmarket    | Royaume-Uni | European Free Handicap        | Listed      | 1 400 m     | W. Swinburn | 1er / 8     | 1           | Sperry                |
| 3 mai        | Newmarket    | Royaume-Uni | 2000 Guineas                  | Gr. 1       | 1 600 m     | W. Swinburn | 2e / 15     | 3           | Dancing Brave         |
| 17 mai       | Curragh      | Irlande     | Irish 2000 Guineas            | Gr. 1       | 1 600 m     | W. Swinburn | 6e / 19     |             | Flash of Steel        |
| 17 juin      | Ascot        | Royaume-Uni | St. James's Palace Stakes     | Gr. 1       | 1 600 m     | W. Swinburn | 2e / 7      | 2           | Sure Blade            |
| 10 juillet   | Newmarket    | Royaume-Uni | July Cup                      | Gr. 1       | 1 200 m     | W. Swinburn | 1er / 5     | 3/4         | Grey Desire           |
| 21 août      | York         | Royaume-Uni | Nunthorpe Stakes              | Gr. 1       | 1 000 m     | W. Swinburn | 2e / 8      | 2 ¼         | Last Tycoon           |
| 6 septembre  | Haydock Park | Royaume-Uni | Haydock Sprint Cup            | Gr. 2       | 1 200 m     | W. Swinburn | 1er / 8     | enc.        | Hallgate              |
| 5 octobre    | Longchamp    | France      | Prix de l'Abbaye de Longchamp | Gr. 1       | 1 000 m     | W. Swinburn | 4e / 13     | 2           | Double Schwartz       |
| 1er novembre | Santa Anita  | États-Unis  | Breeders' Cup Sprint          | Gr. 1       | 1 200 m     | W. Swinburn | 9e / 9      | 11          | Smile                 |

## Au haras
Devenu étalon, Green Desert devient le fer de lance de Shadwell, le haras de Hamdan Al Maktoum, le frère de Maktoum Al Maktoum, où son tarif a culminé à £ 85 000 au début des années 2000. Il est l'un des plus brillants représentants de la lignée mâle de Northern Dancer, particulièrement influent comme père d'étalons, notamment le trio de ses fils Cape Cross (père de Sea The Stars, Golden Horn ou Ouija Board), Invincible Spirit (Kingman, Moonlight Cloud) et Oasis Dream (Midday, Muhaarar). Green Desert a donné une dizaine de vainqueurs de groupe 1, surtout des chevaux de vitesse. Parmi ses meilleurs produits et parmi eux une dizaine de vainqueurs de groupe 1, on peut citer (avec le père de mère entre parenthèses) :  
- Sheikh Albadou (Welsh Pageant) : Nunthorpe Stakes, Breeders' Cup Sprint, Haydock Sprint Cup. Sprinter de l'année en Europe (1991).
- Oasis Dream (Dancing Brave) : Middle Park Stakes, July Cup, Nunthorpe Stakes. Sprinter de l'année en Europe (2003).
- Tamarisk (Vaguely Noble) : Haydock Sprint Cup. Sprinter de l'année en Europe (1998).
- Bint Allayl (Mr. Prospector) : Queen Mary Stakes, Lowther Stakes. 2 ans européenne de l'année (1998)
- Desert Prince (Bustino) : Irish 2000 Guineas, Prix du Moulin de Longchamp, Queen Elizabeth II Stakes.
- Oriental Express (Troy) : Queen Elizabeth II Cup, Hong Kong Champions & Chater Cup.
- Heat Haze (Kahyasi) : Matriarch Stakes, Beverly D Stakes.

Green Desert s'est aussi illustré comme père de mères, ses filles donnant ainsi Makfi (Dubawi), Almutawakel (par Machiavellian), vainqueur de la Dubaï World Cup et du Prix Jean Prat ou encore Mother Earth (Zoffany), lauréate des 1000 Guinées et du Prix Rothschild. 
Green Desert a mis fin à sa longue carrière d'étalon en 2011 et s'est éteint en 2015, à 32 ans.

## Origines
Green Desert est, avec Danehill, le meilleur continuateur au haras de son père Danzig. Il se recommande de sa deuxième mère, la grande poulinière Courtly Dee, dont voici un condensé de la riche descendance :   
- Ali Oop (1974, Al Hattab) : Sapling Stakes (Gr.1), étalon.
- Native Courier (1975, Exclusive Native) : Seneca Handicap (Gr.3), Brighton Beach Handicap (Gr.3), Bernard Baruch Handicap (Gr.3), 2e Man o'War Stakes, 3e Turf Classic.
- Princess Oola (1978, Al Hattab), mère de : 
  - Azzaam (Chief's Crown) : AJC Sydney Cup (Gr.1), NJC Newcastle Cup (Gr.2), STC NE Manion Cup (Gr.3).
- Foreign Courier (1979, Sir Ivor), mère de :
  - Green Desert
  - Yousefia (Danzig), mère de : 
    - Mythical Girl (Gone West) : Princess Margaret Stakes (Gr.3)
    - Matikanehatusimada (Private Account), mère de :
      - Dark Shadow (Dance in The Dark) : Mainichi Okan (Gr.2), 2e Tenno Sho (Automne).

  - Blue Ocean (Danzig), étalon.
  - Latarmiss (Sadler's Wells) : étalon en Australie.
- Embellished (1980), mère de :
  - Seattle Dawn (Grey Dawn) : Delaware Handicap (Gr.2), Snow Goose Handicap (Gr.3).
- Althea (1981, Alydar) : Hollywood Starlet Stakes, Del Mar Debutante, Del Mar Futurity, Santa Susana Stakes, Arkansas Derby, Las Virgenes Stakes. 2 ans de l'année 1983 aux États-Unis. Mère de :
  - Yamanin Paradise (Danzig). Hanshin Sansai Himba Stakes (Gr.1). 2 ans de l'année 1994 au Japon.
  - Aurora (Danzig) : 2e Beaugay Handicap (Gr.3), 4e Test Stakes (Gr.1), mère de :
    - Arch (Kris S) : Super Derby (Gr.1). Étalon, père du champion Blame (Breeders' Cup Classic)
    - Acoma (Empire Maker) : Spinster Stakes (Gr.1), 3e Apple Blossom Handicap (Gr.1)
    - Festival of Light (A.P. Indy) : Godolphin Mile (Gr.3), cheval de l'année 2001 aux Émirats Arabes Unis.
    - Antics (Unbridled), mère de : 
      - Covfefe (Into Mischief) : Breeders' Cup Filly & Mare Sprint, 3 ans de l'année 2019 aux États-Unis

  - Destiny Dance (Nijinsky) : Sheepshead Bay Handicap (Gr.3), mère de :
    - Balletto (Timber Country) : Frizette Stakes (Gr.1), 2e Breeders' Cup Juvenile Fillies, Matron Stakes (Gr.1), Go for Wand Handicap (Gr.1), Personal Ensign Stakes (Gr.1), Beldame (Gr.1), Breeders' Cup Distaff, Ogden Phipps Handicap (Gr.1).
- Ketoh (1983, Exclusive Native) : Cowdin Stakes (Gr.1).
- Maidee (1984, Roberto), mère de : 
  - Defacto (Diesis) : Young America Breeder's Cup Stakes (Gr.3).
- Namaqua (1985, Storm Bird), mère de : 
  - Namaqualand (Mr. Prospector) : Lamplighter Handicap (Gr.3), 2e Daryl's Joy Handicap (Gr.3), 3e Prix de Cabourg (Gr.3).
- Aishah (1987, Alydar) : Rare Perfume Stakes (Gr.2). Mère de :
  - Aldiza (Storm Cat) : Go For Wand Handicap (Gr.1), 2e Test Stakes (Gr.1), 3e Frizette Stakes (Gr.1), Spinster Stakes (Gr.1).
  - Elajjud (Dayjur) : 2e Philadelphia Park Breeders' Cup Handicap (Gr.3).
  - Atelier (Deputy Minister) : Turnback the Alarm Handicap (Gr.3), Next Move Handicap (Gr.3), 4e Breeders' Cup Distaff.
- Aquilegia (1989, Alydar) : New York Handicap (Gr.2), Black Helen Handicap (Gr.3). Mère de : 
  - Bertolini (Danzig) : July Stakes (Gr.3). 2e Middle Park Stakes, Haydock Sprint Cup, Nunthorpe Stakes, Dubaï Golden Shaheen, Prix Robert Papin. 3e July Cup, Prix Maurice de Gheest.
- Press Card (1990, Fappiano) : 2e Pegasus Handicap (Gr.1), 3e Champagne Stakes.
- Twining (1991, Forty Niner) : Peter Pan Stakes (Gr.2), Withers Stakes (Gr.2).
- Amizette (1992, Forty Niner), mère de :
  - King of Rome (Montjeu) : Royal Whip Stakes (Gr.2), Meld Stakes (Gr.3), 3e Preis Von Europa.
  - Super Espresso (Medaglia d'Oro) : 2e Ruffian Invitational Handicap (Gr.1), 3e Ogden Phipps Handicap (Gr.1).

### Pedigree
| Origines de Green Desert (USA), mâle, 1983 | Origines de Green Desert (USA), mâle, 1983 | Origines de Green Desert (USA), mâle, 1983 | Origines de Green Desert (USA), mâle, 1983 |
| ------------------------------------------ | ------------------------------------------ | ------------------------------------------ | ------------------------------------------ |
| Père Danzig                                | Northern Dancer                            | Nearctic                                   | Nearco                                     |
| Père Danzig                                | Northern Dancer                            | Nearctic                                   | Lady Angela                                |
| Père Danzig                                | Northern Dancer                            | Natalma                                    | Native Dancer                              |
| Père Danzig                                | Northern Dancer                            | Natalma                                    | Almahmoud                                  |
| Père Danzig                                | Pas de Nom                                 | Admiral's Voyage                           | Crafty Admiral                             |
| Père Danzig                                | Pas de Nom                                 | Admiral's Voyage                           | Olympia Lou                                |
| Père Danzig                                | Pas de Nom                                 | Petitioner                                 | Petition                                   |
| Père Danzig                                | Pas de Nom                                 | Petitioner                                 | Steady Aim                                 |
| Mère Foreign Courier                       | Sir Ivor                                   | Sir Gaylord                                | Turn-to                                    |
| Mère Foreign Courier                       | Sir Ivor                                   | Sir Gaylord                                | Somethingroyal                             |
| Mère Foreign Courier                       | Sir Ivor                                   | Attica                                     | Mr. Trouble                                |
| Mère Foreign Courier                       | Sir Ivor                                   | Attica                                     | Athenia                                    |
| Mère Foreign Courier                       | Courtly Dee                                | Never Bend                                 | Nasrullah                                  |
| Mère Foreign Courier                       | Courtly Dee                                | Never Bend                                 | Lalun                                      |
| Mère Foreign Courier                       | Courtly Dee                                | Tulle                                      | War Admiral                                |
| Mère Foreign Courier                       | Courtly Dee                                | Tulle                                      | Judy-Rae (famille A4)                      |